# Люби, люби, а голови не губи
«Люби, люби, а голови не губи» (серб. Љуби, љуби, ал’ главу не губи) — сербська кінокомедія 1981 року режисера Зорана Чалича, третій фільм серіалу «Божевільні роки».

## Сюжет
Продовження романтичної історії кохання між Бобою і Марією. Вони влітку працюють у будівельному загоні. У цей час Жика, батько Бобо, іде у триденний загул, фліртуючи спочатку з Єленою, матір'ю Марії, а потім з двома німецькими туристками і втрачаючи усі сімейні заощадження. Втім через три дні він повертається до своєї дружини Дари і знаходить кошти на проводи Бобо до армії.

## У ролях
| Актор             | Роль            |
| ----------------- | --------------- |
| Ріалда Кадрич     | Марія           |
| Владимир Петрович | Бобо            |
| Драгомир Боянич   | Жика Павлович   |
| Дара Чаленич      | Дара Павлович   |
| Марко Тодорович   | Мілан Тодорович |
| Єлена Жигон       | Єлена Тодорович |